# 苏伟 (篮球运动员)
苏伟（1989年7月28日—），中国篮球运动员。出生于山东省日照，2009年入选中国国家队。2007年开始，其效力于CBA广东宏远华南虎俱乐部东莞银行队。司职中锋或二中锋，以准确的中远距离投篮和防守能力强出名。

## 国家队
2009年，入选中国男篮二队参加亚锦赛东亚预选赛，场均贡献13.7分、6.8个篮板，最终球队获得殿军。同年入选中国男篮，参加2009年亚锦赛，场均3.3分、1.5个篮板，最终球队获得亚军；参加2009年斯坦科维奇杯，场均5.5分、4个篮板，最终球队获得季军；参加2009年东亚运动会，场均4.6分、3.8个篮板，最终球队获得殿军。
2010年，参加2010年世锦赛，场均1分、2.5个篮板，最终球队获得第16名；参加2010年斯坦科维奇杯，场均2.3分、1.8个篮板，最终球队获得季军。
2011年，参加2011年亚锦赛，场均4.6分、6个篮板，最终球队获得冠军；参加2011年斯坦科维奇杯，场均4.3分、1.8个篮板，最终球队两站分别获得殿军和季军。
2012年，参加2012年斯坦科维奇杯，场均2.5分、3.3个篮板，最终球队获得冠军。

## 荣誉

### 个人荣誉
- CBA全明星赛：2011年

### 俱乐部荣誉
- CBA冠军：2007-08年、2008-09年、2009-10年、2010-11年、2012-13年、2018-19年、2019-20年、2020-21年
- 全运会冠军：2013年

### 国家队荣誉
- 亚锦赛冠军：2011年
- 斯坦科维奇杯冠军：2012年